# Luke Goss
Luke Goss (Lewisham, 29 de setembro de 1968) é um ator e ex-baterista inglês. Apesar de ser mais conhecido por protagonizar Corrida Mortal 2 (2010) e Corrida Mortal 3 - Inferno (2012) como Carl Lucas, ele já apareceu em vários outros filmes, incluindo Blade II (2002) como Jared Nomak, One Night with the King (2006) como Rei Xerxes, Hellboy II: The Golden Army (2008) como Príncipe Nuada, Tekken (2010) como Steve Fox, El Dorado (2010) como Coronel Sam Grissom e Entrevista com Hitman (2012) como Viktor.

## Biografia
Luke Damon Goss é irmão gêmeo univitelino de Matt Goss, ele nasceu dois meses antes do tempo e onze minutos antes de seu irmão. Os pais dos meninos se divorciaram quando eles tinham 5 anos. Passaram-se dois anos e a mãe conheceu o futuro marido, Tony Philips, e seus dois filhos, Carolyn e Adam. Infelizmente, Carolyn foi morta por um motorista bêbado quando ela tinha apenas 18 anos. Em 1986, Luke começou a fazer sucesso como baterista da banda Bros, junto com seu irmão Matt (vocalista) e o amigo de escola Craig Logan (baixista). Em 1989, Craig deixou a banda e os irmãos continuaram como dupla até 1992. Nesse período de sucesso, Bros fez duas turnês mundiais e traçou treze singles no Reino Unido. Bros também recebeu um Brit Awards para "Best British Newcomer" (1989), e ganhou um Smash Hits Poll Award para "Best Video". Depois do fim da banda, Matt começou uma carreira solo como cantor e Luke formou a "Band of Thieves", produzindo quatro singles. Ele também começou a aparecer em musicais de teatro (incluindo Grease e What a Feeling) e atuar em filmes em tempo integral.

## Vida pessoal
Em 1987, Luke conheceu a vocal de apoio Shirley Lewis, que já tinha uma filha chamada Carli, de um casamento anterior. Eles se casaram em 1994 e permanecem juntos desde então. Em 1993, Luke escreveu sua autobiografia: "I Owe You Nothing".

## Filmografia
| Ano  | Titulo                      | Papel               | Nota                    |
| ---- | --------------------------- | ------------------- | ----------------------- |
| 2015 | No More Mr Nice Guy         | Johnathan Dotson    |                         |
| 2015 | War Pigs                    | Capităo Jack Wosick |                         |
| 2015 | The Night Crew              | Wade                |                         |
| 2015 | AWOL-72                     | Conrad Miller       |                         |
| 2014 | Lost Time                   | Carter              |                         |
| 2014 | Beyond Justice              | Jake Tharseo        |                         |
| 2014 | Força de Elite              | John Sikes          |                         |
| 2013 | Queda Mortal                | Michael Shaughnessy |                         |
| 2013 | Red Widow                   | Luther              | 8 episódios             |
| 2012 | Inside                      | Miles Barrett       |                         |
| 2012 | Corrida Mortal 3 - Inferno  | Carl Lucas          |                         |
| 2012 | Entrevista com Hitman       | Viktor              |                         |
| 2012 | Sete Almas                  | Issac               |                         |
| 2011 | Blood Out                   | Michael Savion      |                         |
| 2011 | Perigosa Ambição            | Brian               |                         |
| 2010 | Corrida Mortal 2            | Carl 'Luke' Lucas   |                         |
| 2010 | Em Campo Minado             | Damon               |                         |
| 2010 | El Dorado                   | Coronel Sam Grissom | 2 filmes                |
| 2010 | Witchville                  | Malachy             | Telefilme               |
| 2010 | The Dead Undead             | Jack                |                         |
| 2010 | Tekken                      | Steve Fox           |                         |
| 2009 | Terra Aniquilada            | David               | Telefilme               |
| 2009 | Fringe                      | Lloyd Parr          | Temporada 2, Episódio 1 |
| 2008 | Inverno Profundo            | Stephen Weaks       |                         |
| 2008 | Hellboy II: The Golden Army | Príncipe Nuada      |                         |
| 2007 | Bone Dry                    | Eddie               |                         |
| 2007 | Shanghai Baby               | Mark                |                         |
| 2007 | Unearthed                   | Kale                |                         |
| 2006 | One Night with the King     | Rei Xerxes          |                         |
| 2006 | Something in the Clearing   | Randy               |                         |
| 2006 | Mercenário                  | John Dresham        |                         |
| 2006 | 13 Graves                   | Anton               | Telefilme               |
| 2005 | The Man                     | Joey Kane           |                         |
| 2005 | Cold and Dark               | John Dark           |                         |
| 2005 | Private Moments             | Lucien              |                         |
| 2004 | Frankenstein                | A Criatura          | Minissérie, 2 episódios |
| 2004 | Charlie                     | Charlie Richardson  |                         |
| 2004 | Silver Hawk                 | Alexander Wolfe     |                         |
| 2002 | Nine Tenths                 | Jon Laker           |                         |
| 2002 | Love Life                   | Christian           |                         |
| 2002 | Blade II                    | Jared Nomak         |                         |
| 2002 | Conduta Ilegal              | Cadillac Tom        |                         |
| 2001 | Two Days, Nine Lives        | Saul                |                         |
| 2000 | The Stretch                 | Warwick Locke       | Telefilme               |